# Enrico Ruggeri
Enrico Ruggeri (Milaan, 5 juni 1957) is een Italiaanse singer-songwriter.
Hij maakte zijn debuut met de alternatieve band The Decibel, in 1981 begon zijn solocarrière en schreef hij ook liedjes. Zijn grootste succes als schrijver was Il mare d'inverno dat hij schreef voor Loredana Bertè, de zus van Mia Martini.
Hij won het San Remo Festival 2 keer, in 1987 aan de zijde van Umberto Tozzi en Gianni Morandi met Si può dare di più en 6 jaar later alleen met Mistero, een paar maanden later zou hij naar het Eurovisiesongfestival gaan met Sole d'Europa waarmee hij 12de werd.
1956: Franca Raimondi + Tonina Torrielli · 
1957: Nunzio Gallo · 
1958: Domenico Modugno · 
1959: Domenico Modugno · 
1960: Renato Rascel · 
1961: Betty Curtis · 
1962: Claudio Villa · 
1963: Emilio Pericoli · 
1964: Gigliola Cinquetti · 
1965: Bobby Solo · 
1966: Domenico Modugno · 
1967: Claudio Villa · 
1968: Sergio Endrigo · 
1969: Iva Zanicchi · 
1970: Gianni Morandi · 
1971: Massimo Ranieri · 
1972: Nicola di Bari · 
1973: Massimo Ranieri · 
1974: Gigliola Cinquetti · 
1975: Wess & Dori Ghezzi · 
1976: Al Bano & Romina Power · 
1977: Mia Martini · 
1978: Ricchi e Poveri · 
1979: Matia Bazar · 
1980: Alan Sorrenti · 
1983: Riccardo Fogli · 
1984: Alice & Battiato · 
1985: Al Bano & Romina Power · 
1987: Umberto Tozzi & Raf · 
1988: Luca Barbarossa · 
1989: Anna Oxa & Fausto Leali · 
1990: Toto Cutugno · 
1991: Peppino di Capri · 
1992: Mia Martini · 
1993: Enrico Ruggeri · 
1997: Jalisse · 
2011: Raphael Gualazzi · 
2012: Nina Zilli · 
2013: Marco Mengoni · 
2014: Emma Marrone · 
2015: Il Volo · 
2016: Francesca Michielin · 
2017: Francesco Gabbani · 
2018: Ermal Meta & Fabrizio Moro · 
2019: Mahmood · 
2021: Måneskin · 
2022: Mahmood & Blanco · 
2023: Marco Mengoni · 
2024: Angelina Mango · 
2025: Lucio Corsi
- Bibliothèque nationale de France: cb13933547h (data)
- Gemeinsame Normdatei: 119503603
- International Standard Name Identifier: 0000 0000 7839 1284
- Library of Congress Control Number: n94029501
- MusicBrainz: 98fa485f-827e-4790-af95-48743a3d1606
- Istituto Centrale per il Catalogo Unico: TO0V370191
- Système universitaire de documentation: 223931233
- Virtual International Authority File: 22331210
- WorldCat: E39PBJxRGm6yP6xrrxh8p7CCwC